# Gasspeicher Rehden

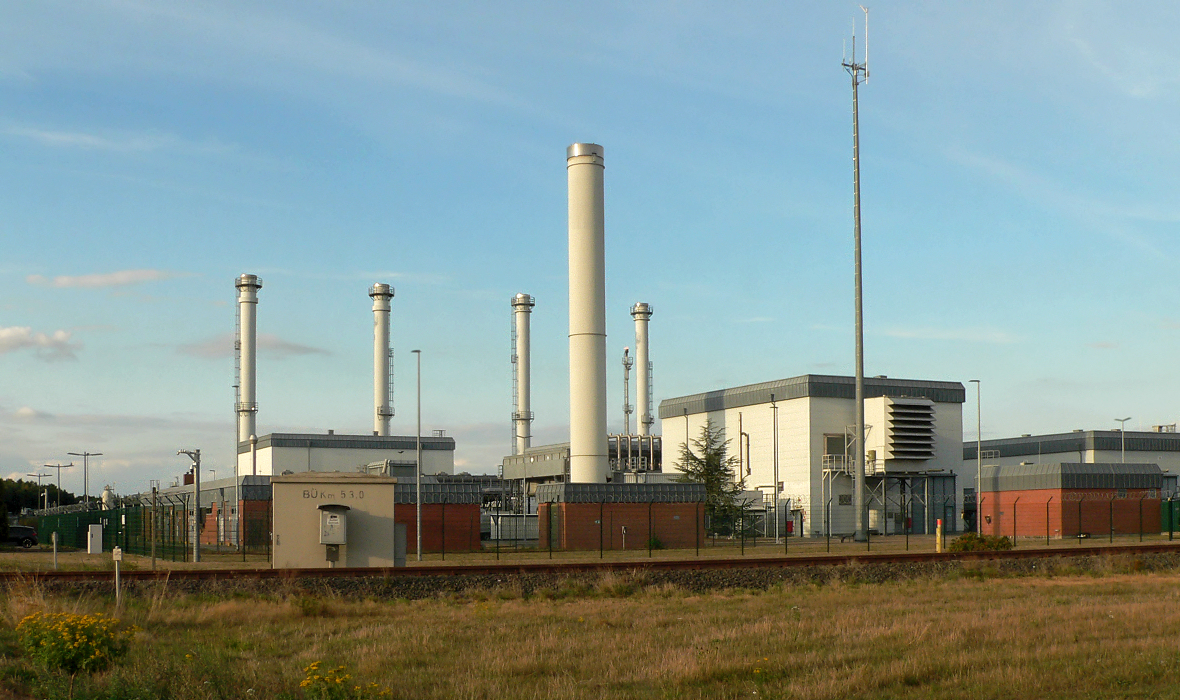
Obertägige Anlagen des Erdgasspeichers Rehden, mit Gasverbrennungsfackeln

Der Gasspeicher Rehden im Landkreis Diepholz ist Deutschlands größter Erdgasspeicher und einer der größten Porenspeicher in Westeuropa. Der in Rehden in Niedersachsen gelegene Erdgasspeicher hat eine Kapazität von 3,9 Milliarden Kubikmetern (3,9 Kubik-Kilometer), etwa ein Fünftel der in Deutschland vorhandenen Erdgas-Speicherkapazität. Für die Versorgung Deutschlands mit Erdgas ist der Speicher von großer Bedeutung.

## Beschreibung

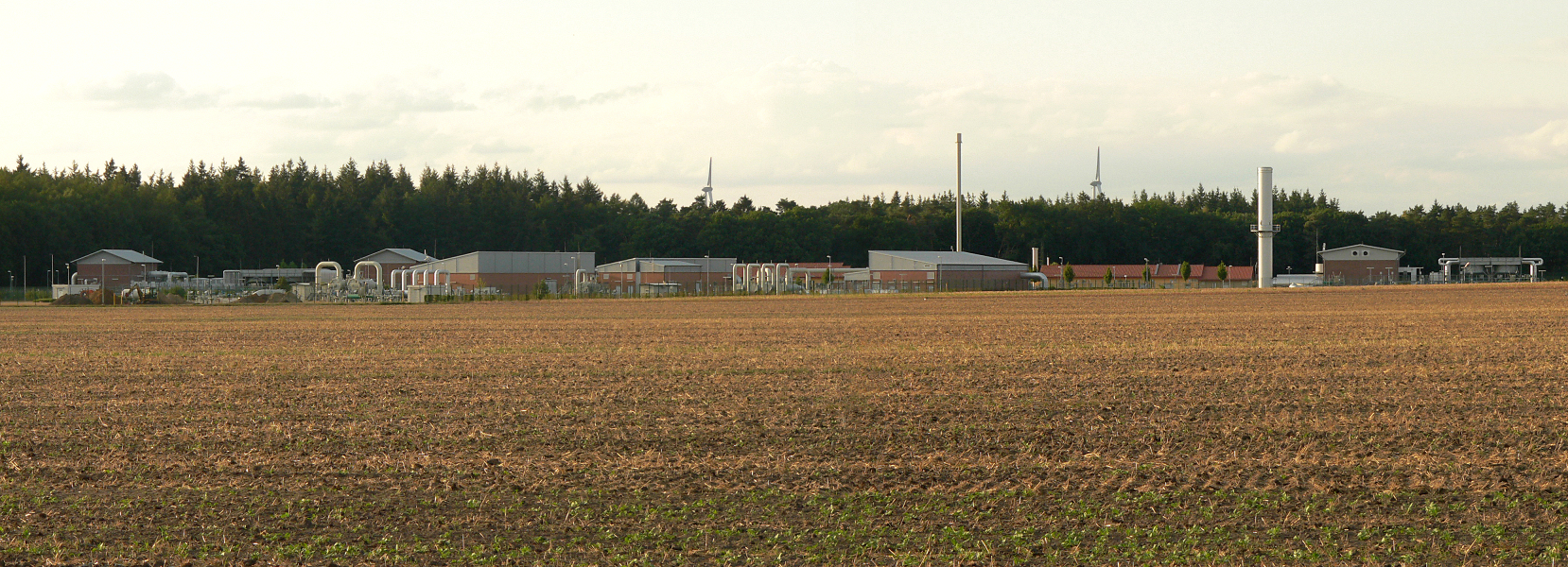
Weitere obertägige Anlagen des Erdgasspeichers

Der Erdgasspeicher liegt in 2000 m Tiefe auf einer Fläche von acht Quadratkilometern. Er befindet sich an einem Knotenpunkt deutscher Erdgasleitungen. Dort treffen sich die NEL-Pipeline, die MIDAL (Mitte-Deutschland-Anbindungsleitung), die RHG (Rehden-Hamburg-Gasleitung) und die NOWAL (Nord-West-Anbindungsleitung).
Wintershall förderte aus dem dortigen natürlichen Erdgasfeld seit den 1950er Jahren Erdgas. Nach Einstellung der Erdgasförderung wurde das Erdgasfeld zu einem Erdgasspeicher umfunktioniert und 1993 als solcher in Betrieb genommen.
Der Speicher wird seit 2012 von Astora, einem Tochterunternehmen von Securing Energy for Europe und Wingas, betrieben.

## Bedeutung durch den russischen Überfall auf die Ukraine
Den Gasspeicher Rehden bezeichneten Medien Anfang 2022 als „Symbol der dramatischen Abhängigkeit der Deutschen von Putins Gas“. Entgegen der sonst üblichen Praxis hatte der Betreiber Gazprom den Füllstand nach dem Winter 2021/2022 nicht wieder angehoben. Der Füllstand des Speichers Rehden betrug so Anfang April 2022 nur noch etwa 0,5 Prozent.
Nach dem russischen Überfall auf die Ukraine am 24. Februar 2022 folgerten Beobachter bald, dass die niedrigen Speicherstände in Rehden Teil von Wladimir Putins Kriegsplänen waren und durch die Erdgasverknappung Druck auf Deutschland ausgeübt werden sollte. Seitdem werden die Risiken bei der Energiesicherheit breit diskutiert.
Am 4. April 2022 wurde das Unternehmen Gazprom Germania (heute Securing Energy for Europe), die Muttergesellschaft von Astora, vom Bundesministerium für Wirtschaft und Klimaschutz unter Treuhand der Bundesnetzagentur gestellt. Grund dafür war die Übertragung der Gesellschafteranteile an eine im Ausland ansässige Gesellschaft ohne eine Genehmigung der zuständigen Behörde. Seit dem 5. Mai 2022 wurde der Speicher wieder gefüllt.
Am 11. Mai 2022 verbot Wladimir Putin russischen Unternehmen (und damit auch Gazprom Export) per Dekret, mit dem Rehden-Betreiber Astora Geschäfte zu machen.
Am 29. Mai 2022 trat das reformierte Energiesicherungsgesetz in Kraft. Am 1. Juni 2022 gab das Bundesministerium für Wirtschaft und Klimaschutz bekannt, dass Minister Robert Habeck die Verordnung zur Zurverfügungstellung unterbrechbarer Speicherkapazitäten zur Sicherstellung der Versorgungssicherheit (kurz Gasspeicherbefüllungsverordnung genannt) erlassen hat. Diese erlaubt es dem Gasmarktverantwortlichen, dem Unternehmen Trading Hub Europe, die Gasspeicher zu füllen. Die Speicherrechte des Gazprom-Germania-Mutterkonzerns Gazprom wurden zuvor gekündigt.
Nach dem am 30. April 2022 in Kraft getretenen Gasspeichergesetz zur staatlich kontrollierten Bevorratung einer Gasreserve und Ministerverordnung vom Juli 2022 musste er am 1. Oktober 2022 zu mindestens 85 % und am 1. November zu mindestens 95 % gefüllt sein.
Am 9. Juni 2022 lag der Füllstand bei 5,21 Prozent während er am 13. Oktober 2022 bei 83,2 % lag. Ende Oktober 2022 betrug der Füllstand 90 %, so dass der Zielfüllstand von 95 % am 1. November knapp verfehlt wurde, anders als bei jedem anderen deutschen Gasspeicher. Aufgrund der geringen Nachfrage betrug die Füllmenge auch im Januar 2023 noch 90 %. Am 5. November 2023 erreichte der Füllstand des Gasspeichers Rehden einen Füllstand von 99,3 Prozent.
Am 2. Juli 2025 betrug der Füllstand erneut nur 2,33 %. Laut der derzeitigen Bundesministerin für Wirtschaft und Energie Katherina Reiche stellt dieser Füllstand jedoch keine kritische Bedrohung für die Versorgungssicherheit Deutschlands dar, weil es in der gleichen Region ausreichend leichter zu befüllende Erdgasspeicher gibt. Diese Beurteilung wird von den Erdgasspeicherbetreibern teilweise anders eingeschätzt.